# Panathīnaïkos Athlītikos Omilos 2004-2005 (pallacanestro maschile)
Questa voce raccoglie le informazioni riguardanti il Panathīnaïkos B.C. nelle competizioni ufficiali della stagione 2004-2005.

## Stagione
La stagione 2004-2005 del Panathīnaïkos è la 54ª nel massimo campionato greco di pallacanestro, l'A1 Ethniki.

## Roster
Aggiornato al 13 dicembre 2021.
| Panathīnaïkos 2004-05 | Panathīnaïkos 2004-05 |
| Giocatori             | Staff tecnico         |
| --------------------- | --------------------- |

| N. | Naz.                                               | Ruolo | Nome                    | Anno | Alt.   | Peso   |  |
| -- | -------------------------------------------------- | ----- | ----------------------- | ---- | ------ | ------ |  |
| 4  | Grecia (bandiera)                                  | AP    | Fragkiskos Alvertīs (C) | 1974 | 206 cm | 102 kg |  |
| 5  | Grecia (bandiera)                                  | P     | Giōrgos Kalaitzīs       | 1976 | 195 cm | 95 kg  |  |
| 6  | Grecia (bandiera)                                  | AP    | Dīmītrīs Papanikolaou   | 1977 | 202 cm | 104 kg |  |
| 7  | Slovenia (bandiera)                                | P     | Jaka Lakovič            | 1978 | 186 cm | 84 kg  |  |
| 8  | Stati Uniti (bandiera)                             | AC    | Mike Batiste            | 1977 | 204 cm | 110 kg |  |
| 9  | Germania (bandiera)                                | C     | Patrick Femerling       | 1975 | 214 cm | 116 kg |  |
| 10 | Grecia (bandiera)                                  | G     | Nikos Chatzīvrettas     | 1977 | 196 cm | 94 kg  |  |
| 11 | Stati Uniti (bandiera) · Spagna (bandiera)         | AG    | Darryl Middleton        | 1966 | 203 cm | 109 kg |  |
| 12 | Grecia (bandiera)                                  | C     | Kōstas Tsartsarīs       | 1979 | 210 cm | 116 kg |  |
| 13 | Grecia (bandiera)                                  | P     | Dīmītrīs Diamantidīs    | 1980 | 198 cm | 94 kg  |  |
| 14 | Serbia e Montenegro (bandiera)                     | GA    | Vlado Šćepanović        | 1974 | 198 cm | 102 kg |  |
| 15 | Serbia e Montenegro (bandiera) · Grecia (bandiera) | AG    | Dušan Šakota            | 1986 | 210 cm | 104 kg |  |
| 16 | Grecia (bandiera)                                  | P     | Vasilīs Xanthopoulos    | 1984 | 188 cm | 88 kg  |  |
| 19 | Turchia (bandiera)                                 | G     | İbrahim Kutluay         | 1974 | 197 cm | 93 kg  |  |
| 30 | Stati Uniti (bandiera)                             | A     | Tracy Murray            | 1971 | 201 cm | 102 kg |  |
| 35 | Stati Uniti (bandiera)                             | AG    | Lonny Baxter            | 1979 | 203 cm | 110 kg |  |

| Allenatore                                                              |
| - Željko Obradović                                                      |
| Assistente/i                                                            |
| - Dīmītrīs Itoudīs Legenda - (C) Capitano - (IN) Inattivo - Infortunato |

## Mercato

### Sessione estiva
| Acquisti | Acquisti             | Acquisti          | Acquisti   | Acquisti |
| R.       | Nome                 | da                | Modalità   |          |
| -------- | -------------------- | ----------------- | ---------- | -------- |
| A        | Tracy Murray         | Free agent        | definitivo |          |
| P        | Dīmītrīs Diamantidīs | Īraklīs Salonicco | definitivo |          |
| C        | Patrick Femerling    | Barcellona        | definitivo |          |
| GA       | Vlado Šćepanović     | Partizan          | definitivo |          |
| P        | Vasilīs Xanthopoulos | Near East         | definitivo |          |

| Cessioni | Cessioni             | Cessioni       | Cessioni       | Cessioni |
| R.       | Nome                 | a              | Modalità       |          |
| -------- | -------------------- | -------------- | -------------- | -------- |
| G        | Giōrgos Maslarinos   | Panellīnios    | fine contratto |          |
| P        | Arriel McDonald      | Dinamo Mosca   | fine contratto |          |
| C        | Artemīs Kouvarīs     |                | fine contratto |          |
| P        | Giannīs Gkagkaloudīs | PAOK Salonicco | fine contratto |          |

### Dopo l'inizio della stagione
| Acquisti | Acquisti        | Acquisti         | Acquisti     | Acquisti   |
| R.       | Nome            | da               | Data         | Modalità   |
| -------- | --------------- | ---------------- | ------------ | ---------- |
| AG       | Lonny Baxter    | Free agent       | gennaio 2005 | definitivo |
| G        | İbrahim Kutluay | Seattle S.Sonics | gennaio 2005 | definitivo |

| Cessioni | Cessioni     | Cessioni   | Cessioni     | Cessioni    |
| R.       | Nome         | a          | Data         | Modalità    |
| -------- | ------------ | ---------- | ------------ | ----------- |
| A        | Tracy Murray | Free agent | gennaio 2005 | rescissione |